# Nitokra incerta
Nitokra incerta är en kräftdjursart som först beskrevs av Richard 1893.  Nitokra incerta ingår i släktet Nitokra och familjen Ameiridae. Inga underarter finns listade i Catalogue of Life.